# Hålnan
Hålnan är en sjö i Hedemora kommun i Dalarna och ingår i Dalälvens huvudavrinningsområde. Sjön har en area på 0,664 kvadratkilometer och ligger 127 meter över havet.

## Delavrinningsområde
Hålnan ingår i det delavrinningsområde (670665-151651) som SMHI kallar för Utloppet av Hålnan. Medelhöjden är 180 meter över havet och ytan är 9,08 kvadratkilometer. Det finns inga avrinningsområden uppströms utan avrinningsområdet är högsta punkten. Vattendraget som avvattnar avrinningsområdet har biflödesordning 4, vilket innebär att vattnet flödar genom totalt 4 vattendrag innan det når havet efter 181 kilometer. Avrinningsområdet består mestadels av skog (79 procent). Avrinningsområdet har 0,6 kvadratkilometer vattenytor vilket ger det en sjöprocent på 6,6 procent.